# Zubr Cup
ZUBR Cup je turnaj v ledním hokeji, který se koná během letního přípravného období mezi jednotlivými ligovými sezónami v Přerově a případně též jeho okolí. Název turnaje je odvozen od jména jeho sponzora, pivovaru Zubr.

## Přehled jednotlivých ročníků
Turnaj se pravidelně koná od roku 2016. Pouze v roce 2020 se turnaj neuskutečnil, jelikož Přerov hrál turnaj Generali Česká Cup a nemohli tedy turnaj uspořádat. 

### První ročník (2016)
Turnaje se účastnila tři mužstva:
- Comarch Cracovia
- LHK Jestřábi Prostějov
- HC Zubr Přerov

Konečné pořadí:
| Pořadí           | Tým                    |
| ---------------- | ---------------------- |
| Zlatá medaile    | HC Zubr Přerov         |
| Stříbrná medaile | LHK Jestřábi Prostějov |
| Bronzová medaile | Comarch Cracovia       |

### Druhý ročník (2017)
Turnaje se účastnila čtyři mužstva:
- HC Slavia Praha
- HC Zubr Přerov
- Aukro Berani Zlín
- Orli Znojmo

Konečné pořadí:
| Pořadí           | Tým               |
| ---------------- | ----------------- |
| Zlatá medaile    | Aukro Berani Zlín |
| Stříbrná medaile | HC Zubr Přerov    |
| Bronzová medaile | Orli Znojmo       |
| 4.               | HC Slavia Praha   |

### Třetí ročník (2018)
Turnaje se účastnila čtyři mužstva:
- HC Dukla Jihlava
- HC Mikron Nové Zámky
- HC Zubr Přerov
- Aukro Berani Zlín

Konečné pořadí:
| Pořadí           | Tým                  |
| ---------------- | -------------------- |
| Zlatá medaile    | Aukro Berani Zlín    |
| Stříbrná medaile | HC Mikron Nové Zámky |
| Bronzová medaile | HC Zubr Přerov       |
| 4.               | HC Dukla Jihlava     |

### Čtvrtý ročník (2019)
Turnaje se účastnila čtyři mužstva:
- HC Slavia Praha
- HC Zubr Přerov
- VHK ROBE Vsetín
- PSG Berani Zlín

Konečné pořadí:
| Pořadí           | Tým             |
| ---------------- | --------------- |
| Zlatá medaile    | VHK ROBE Vsetín |
| Stříbrná medaile | HC Zubr Přerov  |
| Bronzová medaile | PSG Berani Zlín |
| 4.               | HC Slavia Praha |

V tomto ročníku nebyly však odehrané všechny zápasy. Derby mezi Vsetínem a Zlínem bylo zrušeno, jelikož ve Zlíně se datum utkání křížilo s jinými akce a vsetínský stadion procházel rekonstrukcí. Byl proto vybrán stadion v Uherském Hradišti, z tohoto plánu se kvůli bezpečnosti nakonec také sešlo. Po dohodě všech klubů bylo proto rozhodnuto o kontumační výhře Vsetína.

### Pátý ročník (2021)
Turnaje se účastnila čtyři mužstva:
- AZ Heimstaden Havířov
- HK Nitra
- HC Zubr Přerov
- PSG Berani Zlín

Konečné pořadí:
| Pořadí           | Tým                   |
| ---------------- | --------------------- |
| Zlatá medaile    | HC Zubr Přerov        |
| Stříbrná medaile | PSG Berani Zlín       |
| Bronzová medaile | AZ Heimstaden Havířov |
| 4.               | HK Nitra              |

Pátý ročník se konal až v roce 2021, jelikož předchozí rok se přerovský klub účastnil turnaje Generali Česká Cupu 2020.

### Šestý ročník (2022)
Turnaje se zúčastnila 4 mužstva:
- HC Zubr Přerov
- VHK ROBE Vsetín
- PSG Berani Zlín
- HK Dukla Trenčín

Konečné pořadí:
| Pořadí           | Tým              |
| ---------------- | ---------------- |
| Zlatá medaile    | PSG Berani Zlín  |
| Stříbrná medaile | VHK ROBE Vsetín  |
| Bronzová medaile | HK Dukla Trenčín |
| 4.               | HC Zubr Přerov   |

### Sedmý ročník (2024)
Turnaje se zúčastnila 3 mužstva:
- HC Mikron Nové Zámky
- HC Zubr Přerov
- RI Okna Berani Zlín

Konečné pořadí:
| Pořadí           | Tým                  |
| ---------------- | -------------------- |
| Zlatá medaile    | RI Okna Berani Zlín  |
| Stříbrná medaile | HC Mikron Nové Zámky |
| Bronzová medaile | HC Zubr Přerov       |